# Joachim Gruber (Rechtswissenschaftler)
Joachim Gruber (* 4. Oktober 1961 in Schwenningen am Neckar) ist ein deutscher Rechtswissenschaftler.

## Leben
Joachim Gruber studierte Rechtswissenschaft an der FU Berlin und der Universität Münster. Nach dem Ersten Staatsexamen am OLG Hamm leistete er seinen Referendardienst in Berlin und in Paris ab. Im Anschluss an das Zweite Staatsexamen begann er ein Postgraduiertenstudium des internationalen Privat- und Wirtschaftsrechts an der Universität Paris I – Panthéon-Sorbonne, das er mit einem Diplom (D.E.A.) abschloss. 1995 wurde Gruber an der Universität Münster promoviert; sein Doktorvater war Otto Sandrock. 
Seine berufliche Laufbahn begann Gruber 1991 als Rechtsanwalt in Paris. Von Ende 1991 bis Anfang 2001 war er in der Bundesfinanzverwaltung tätig. Seit dem Sommersemester 2001 ist er Professor für Wirtschaftsprivatrecht und Arbeitsrecht an der Westsächsischen Hochschule Zwickau.
Vom WS 2011/12 bis zum WS 2012/13 war er außerdem ordentlicher Professor für deutsche Rechtsterminologie an der Universität Paris-Nanterre; dort fungierte er als einer der beiden Direktoren des deutsch-französischen Jurastudiengangs der Universitäten Paris-Nanterre und Potsdam. Von Januar 2022 bis Dezember 2024 war er Lehrbeauftragter für deutsches Recht am Institut de management et de communication interculturels (ISIT) in Paris.
Gruber ist Autor von mehreren Lehrbüchern, von denen zwei bereits die 10. Auflage überschritten haben, und von über 750 Aufsätzen, Urteilsanmerkungen und Buchbesprechungen in deutscher, französischer, englischer und russischer Sprache.

## Werke (Auswahl)
- Die Befugnis des Darlehensgebers zur Vertragsbeendigung bei internationalen Kreditverträgen. Gieseking, Bielefeld 1997. ISBN 3-7694-0270-7.
- Gewerblicher Rechtsschutz und Urheberrecht. Niederle Media, Altenberge 2022. ISBN 978-3-86724-131-1.
- Standardfälle Arbeitsrecht. Niederle Media, Altenberge 2023. ISBN 978-3-86724-125-0.
- Handelsrecht – schnell erfasst. Springer, Heidelberg 2019. ISBN 978-3-662-58347-0.